# デュイグ・クズム
デュイグ・クズム（Duygu Kuzum、1983年 - ）はトルコ系アメリカ人の工学・電気系のエンジニアで、カリフォルニア大学サンディエゴ校ジェイコブス工学部教授。単層材料に基づく透明な神経センサーを開発。2020年に米国国立衛生研究所（National Institutes of Health）のNew Innovator Awardを受賞している[1][2]。

## 出生と教育歴
クズムは2015年にカリフォルニア大学サンディエゴ校に着任し、ニューラルネットワークに基づく革新的な計算アルゴリズムを研究している[1]。 分子神経センサーと機械学習を組み合わせ、神経プロセスの理解を深めている[2]。 制御可能な神経センサーを埋め込んだ幹細胞から自己組織化構造を構築し、胚性ヒトの脳を模倣したモデルを作成した[3]。

## 研究業績および履歴
クズムは2015年にカリフォルニア大学サンディエゴ校に着任し、ニューラルネットワークに基づく革新的な計算戦略を研究している[1]。 分子神経センサーと機械学習を組み合わせ、神経プロセスの理解を深めている[2]。 制御可能な神経センサーを埋め込んだ幹細胞から自己組織化構造を構築し、胚性ヒトの脳を模倣している[3]。

## 受賞歴
- 2013 Poptech Fellow[1]
- 2014 MIT Technology Review Innovators under 35[2]
- 2016 Office of Naval Research Young Investigator Award[3]
- 2017 IEEE Nanotechnology Council Young Investigator Award[4]
- 2018 NSF Career Award[5]
- 2018 National Institutes of Health NIBIB Trailblazer Award[6]
- 2020 National Institutes of Health New Innovator Award[7][8]
- 2025 Presidential Early Career Award for Scientists and Engineers[9]

## 主な出版書籍および論文
- Duygu Kuzum; Rakesh G D Jeyasingh; Byoungil Lee; H-S Philip Wong (14 June 2011). “Nanoelectronic programmable synapses based on phase change materials for brain-inspired computing”. Nano Letters (英語). 12 (5): 2179–2186. doi:10.1021/NL201040Y. ISSN 1530-6984. PMID 21668029. Wikidata Q39986876.
- Duygu Kuzum; Shimeng Yu; H-S. Philip Wong (2 September 2013). “Synaptic electronics: materials, devices and applications”. Nanotechnology (英語). 24 (38): 382001. doi:10.1088/0957-4484/24/38/382001. ISSN 0957-4484. PMID 23999572. Wikidata Q38133729.
- Duygu Kuzum; Hajime Takano; Euijae Shim; et al. (20 October 2014). “Transparent and flexible low noise graphene electrodes for simultaneous electrophysiology and neuroimaging”. ネイチャー コミュニケーションズ (英語). 5: 5259. Bibcode:2014NatCo...5.5259K. doi:10.1038/NCOMMS6259. ISSN 2041-1723. PMC 4331185. PMID 25327632. Wikidata Q30620623.